# Onnens (Vaud)
Pour les articles homonymes, voir Onnens.
Onnens est une commune suisse du canton de Vaud, située dans le district du Jura-Nord vaudois.

## Géographie

### Localisation
Onnens se situe entre le pied du Mont Aubert et le lac de Neuchâtel.
Onnens se situe sur la rive occidentale du lac de Neuchâtel. 
Les fouilles archéologiques ont montré une occupation ininterrompue de 8000 av. J.-C. à nos jours.

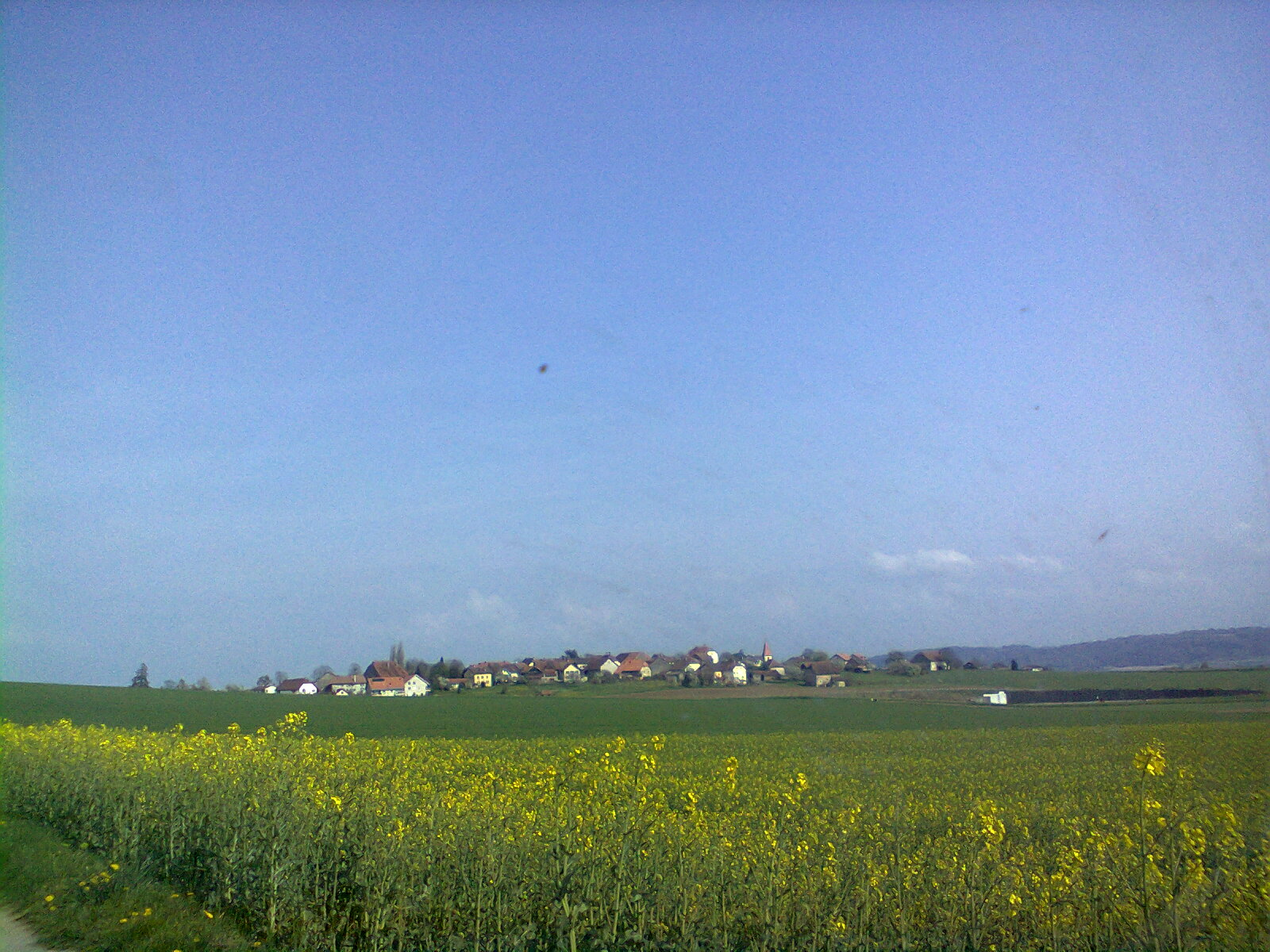
Vue du village.

Vue aérienne (1949).

## Préhistoire
La colline du Motti, fouillée dans les années 2000 dans le cadre de la construction de l'autoroute A5, a révélé un village ouvert de l'Âge du fer. C'est un site majeur du Plateau suisse pour cette époque. Cette localité, traversée par un ruisseau, comprenait des habitations en bois ou en pisé, les maisons étant peintes en noir, en blanc, peut-être en rouge. Des mandibules suggèrent que des crânes de bœufs décoraient les lieux. Les parures du premier âge du fer, les bijoux et les quelque 60 000 tessons de céramique retrouvés sur place, attestent une assez longue occupation.

## Toponyme
Onnens est formé à l'origine d'un nom de personne masculin et germanique, du genre Huno ou Unno et du suffixe toponymique -ingos, suffixe très répandu dans les cantons de Vaud et de Fribourg. Il signifie « chez les gens de, chez ceux du clan de ». Parmi les premières mentions de ce lieu, on trouve : Unens (1228), curatus de Onnens (1361), Onnens (1453).

## Histoire
Au Moyen Âge, Onnens formait une mayorie (cour de justice constituée du mayor, d'un curial et de douze justiciers) dépendant de la terre de Montagny, avec laquelle elle fut intégrée au bailliage commun de Grandson (1484-1798), puis au district de Grandson (1798-2006). L'église Saint-Martin dépendait au Moyen Âge de la chartreuse de La Lance ; elle abrite des fresques du XVe siècle (mise au tombeau, Jugement dernier) et des vitraux de Józef Mehoffer. Paroisse en 1228, Onnens forma à la Réforme une paroisse avec Bonvillars, puis fut rattaché à celle de Concise en 1846.
Onnens est une commune à vocation agro-viticole avec également de l'exploitation forestière. Un entrepôt fut construit en 1973 et une chaîne de fabrication de cigarettes des Fabriques de tabac réunies (Philip Morris Europe SA) en 1990. L'inauguration de l' autoroute A5 en 2005 favorisa le développement résidentiel de la commune. En 2000, les deux tiers de la population active étaient des navetteurs. En 2005, le secteur primaire offrait 15 % des emplois. Le site d'importance nationale de La Chassagne est inscrit à l'inventaire fédéral des prairies et pâturages secs. Après le départ de Philip Morris, la zone industrielle située sur les communes d'Onnens et de Bonvillars accueillit en 2019 le centre logistique suisse de Décathlon qui y rejoignit une dizaine d'autres entreprises.

## Héraldique
D'argent à l'écrevisse de gueules amputée de sa pince à senestre. Ces armoiries figurent sur une cloche du temple, datée 1779. Ces armes forment un couple très original avec celles de la commune de Montagny, toutes deux symbolisant le partage qui a eu lieu probablement au début du XVIIIe siècle entre les deux communautés. Montagny arbore depuis lors la pince d'écrevisse qui manque à Onnens.

## Monuments
L'église réformée Saint-Martin est inscrite comme bien culturel suisse d'importance nationale, en particulier grâce aux peintures et fresques du chœur de l'édifice.

## Population

### Surnom
Les habitants de la commune sont surnommés les Bâveux (lè Béviâo ou lè Baveur signifiant les buveurs en patois vaudois),.

### Démographie
Onnens compte 258 habitants en 1803, 328 en 1850, 341 en 1900, 275 en 1950, 223 en 1970, 397 en 2000 et 495 au 31 décembre 2022.